# Amplas (Deli Serdang)
Amplas is een bestuurslaag in het regentschap Deli Serdang van de provincie Noord-Sumatra, Indonesië. Amplas telt 8475 inwoners (volkstelling 2010).